# 한국은행 총재
한국은행 총재(韓國銀行 總裁)는 한국은행을 대표하는 직위이다. 장관급 대우를 준한다.

## 임명
- 국무회의의 심의를 거쳐 대통령이 임명한다.
- 국회는 임명에 대한 인사청문회를 실시한다.
- 임기는 4년이며, 한 차례 연임이 가능하다.

## 역할
- 한국은행 총재는 한국은행을 대표하고 그 업무를 총괄한다.
- 한국은행 총재는 금융통화위원회가 수립한 정책을 수행하며, 한국은행법과 정관에 따라 부여된 그 밖의 권한을 행사한다.

## 역대 총재

### 한국은행 총재
| 정부        | 대수           | 이름                            | 임기                              | 비고        |
| ----------- | -------------- | ------------------------------- | --------------------------------- | ----------- |
| 제1공화국   | 초대           | 구용서(具鎔書)                  | 1950년 6월 5일~1951년 12월 18일   |             |
| 제1공화국   | 2대            | 김유택(金裕澤)                  | 1951년 12월 18일~1956년 12월 12일 |             |
| 제1공화국   | 3대            | 김진형(金鎭炯)                  | 1956년 12월 12일~1960년 5월 21일  |             |
| 제1공화국   | 4대            | 배의환(裵義煥)                  | 1960년 6월 1일~1960년 9월 8일     |             |
| 제2공화국   | 5대            | 전예용(全禮鎔)                  | 1960년 9월 8일~1961년 5월 30일    |             |
| 제2공화국   | 6대            | 유창순(劉彰順)                  | 1961년 5월 30일~1962년 5월 26일   |             |
| 제2공화국   | 7대            | 민병도(閔丙燾)                  | 1962년 5월 26일~1963년 6월 3일    |             |
| 제2공화국   | 8대            | 이정환(李廷煥)                  | 1963년 6월 3일~1963년 12월 26일   |             |
| 제3공화국   | 9대            | 김세련(金世鍊)                  | 1963년 12월 26일~1967년 12월 25일 |             |
| 제3공화국   | 10대           | 서진수(徐軫銖)                  | 1967년 12월 29일~1970년 5월 2일   |             |
| 제3공화국   | 11대           | 김성환(金聖煥)                  | 1970년 5월 2일~1978년 5월 1일     |             |
| 제4공화국   | 11대           | 김성환(金聖煥)                  | 1970년 5월 2일~1978년 5월 1일     |             |
| 12대        | 신병현(申秉鉉) | 1978년 5월 2일~1980년 7월 5일   |                                   |             |
| 13대        | 김준성(金埈成) | 1980년 7월 5일~1982년 1월 4일   |                                   |             |
| 13대        | 김준성(金埈成) | 1980년 7월 5일~1982년 1월 4일   | 제5공화국                         |             |
| 14대        | 하영기(河永基) | 1982년 1월 5일~1983년 10월 31일 |                                   |             |
| 15대        | 최창락(崔昌洛) | 1983년 10월 31일~1986년 1월 7일 |                                   |             |
| 16대        | 박성상(朴聖相) | 1986년 1월 13일~1988년 3월 26일 |                                   |             |
| 노태우 정부 | 17대           | 김건(金建)                      | 1988년 3월 26일~1992년 3월 25일   |             |
| 노태우 정부 | 18대           | 조순(趙淳)                      | 1992년 3월 26일~1993년 3월 14일   |             |
| 김영삼 정부 | 19대           | 김명호(金明浩)                  | 1993년 3월 15일~1995년 8월 23일   |             |
| 김영삼 정부 | 20대           | 이경식(李經植)                  | 1995년 8월 24일~1998년 3월 5일    |             |
| 김대중 정부 | 21대           | 전철환(全哲煥)                  | 1998년 3월 6일~2002년 3월 31일    |             |
| 김대중 정부 | 22대           | 박승(朴昇)                      | 2002년 4월 1일~2006년 3월 31일    |             |
| 노무현 정부 | 23대           | 이성태(李成太)                  | 2006년 4월 1일~2010년 3월 31일    |             |
| 이명박 정부 | 24대           | 김중수(金仲秀)                  | 2010년 4월 1일~2014년 3월 31일    |             |
| 박근혜 정부 |                |                                 |                                   |             |
| 25대        | 이주열(李柱烈) | 2014년 4월 1일~2022년 3월 31일  | 44년 만에 연임에 성공한 총재      |             |
| 25대        | 이주열(李柱烈) | 2014년 4월 1일~2022년 3월 31일  | 44년 만에 연임에 성공한 총재      | 문재인 정부 |
| 26대        | 이주열(李柱烈) | 2014년 4월 1일~2022년 3월 31일  | 44년 만에 연임에 성공한 총재      |             |
| 27대        | 이창용(李昌鏞) | 2022년 4월 22일~                |                                   |             |

## 같이 보기
- 한국은행
- 한국은행 부총재
- 한국은행 부총재보